# موجز (فيسبوك)
الموجز (بالإنجليزية: Feed)‏ هي ميزة في الشبكة الاجتماعية فيسبوك. تلقيم الويب عبارة عن وسيلة لنشر المحتوى المتجدد على الويب بشكل متكرر يمكّن الزائر من متابعة آخر أخبار مواقعه المفضلة في موقع واحد دون الحاجة لزيارة كل موقع على حده.
يستخدم الفيسبوك أكثر من ملياري شخص كل شهر، مما يجعل ميزة «التلقيم» الجانب الأكثر مشاهدة والأكثر تأثيرًا في صناعة الأخبار.

## تاريخ
قبل عام 2006، كان الفيسبوك يتألف ببساطة من ملفات تعريف، تطلب من المستخدم زيارة ملف تعريف لرؤية أي مشاركات جديدة. في 6 سبتمبر 2006، أعلن الفيسبوك عن ميزة جديدة للصفحة الرئيسية تسمى «آخر الأخبار». أنشأ التصميم الجديد صفحة رئيسية بديلة شاهد فيها المستخدمون قائمة محدثة باستمرار لأنشطة أصدقائهم على الفيسبوك. في البداية، تسببت إضافة ميزة آخر الأخبار في إثارة سخط مستخدمي الفيسبوك، حيث اشتكى الكثير منهم من أن الميزة كانت متطفلة للغاية، وتنتهك خصوصيتهم. كما طالب البعض بمقاطعة الشركة.
وردًا على هذه الاعتراضات، أصدر الرئيس التنفيذي مارك زوكربيرج بيانًا يوضح فيه «أننا لم نسحب أي خيارات للخصوصية». بعد ذلك، أصدر زوكربيرج رسالة مفتوحة اعتذر فيها عن نقص المعلومات حول الميزات الجديدة وعناصر تحكم المستخدمين، وكتب أن «لقد أفسدنا هذا بالفعل. [...] أود أن أحاول تصحيح هذه الأخطاء الآن.»
عرفت ميزة «الموجز» تحديثات عديدة على مر السنين منذ إعدادها الأصلي. في مارس 2009، طرح الفيسبوك خيار «إبداء الإعجاب» بصفحة لمشاهدة تحديثاتها على ميزة «الموجز» لديهم، ومنح المستخدمين فلاتر قابلة للتخصيص لتحديد الأصدقاء الذين يريدون الاطلاع على منشوراتهم، وأيضًا إضافة حقل نشر في أعلى الصفحة. احتوت خانة النشر على جملة «ما الذي يدور في ذهنك؟»، وهو سؤال مشابه لما يوجد في تويتر: «ماذا تفعل الآن؟». بعد بضعة أسابيع، أضافت الشركة إمكانية عرض الصور التي تم وضع علامة على الأصدقاء فيها.
في ديسمبر 2010، طرح الفيسبوك زرًا منسدلًا جديدًا، يمنح المستخدمين القدرة على عرض آخر الأخبار حسب الفئات، بما في ذلك الألعاب، تحديثات الحالة، الصور، الروابط، الصفحات، أو مجموعات محددة من الأشخاص.
في فبراير 2011، أضاف الفيسبوك إعدادات آخر الأخبار للسماح للمستخدمين بتحديد ما إذا كانوا يريدون المحتوى من أشخاص وصفحات مُحددة. وفي سبتمبر، قام الفيسبوك بتحديث لعرض أهم وأحدث الأخبار، بدلاً من الاعتماد على ترتيب زمني بحت. في نهاية العام، أفادت وكالات الأنباء أن الفيسبوك سيبدأ في السماح بتشغيل الحملات الإعلانية (Sponsored Stories) في آخر الأخبار لأول مرة. بدأ طرح الإعلانات في 10 يناير 2012، مع علامة «مميزة» تُبين أنها إعلان مدفوع. تم توسيع الإعلانات للجوال في فبراير 2012.